# مبوتیزید
مبوتیزید (انگلیسی: Mebutizide) یک داروی ادرارآور است.